# Can Moner (la Cellera de Ter)
Can Moner és una masia de la Cellera de Ter (Selva) inclosa a l'Inventari del Patrimoni Arquitectònic de Catalunya.

## Descripció
Edifici aïllat de dues plantes i coberta de doble vessant a façana. El conjunt arquitectònic està format per la masia original, les ampliacions del sector sud i sud-oest, el paller i l'antiga era de batre.
Pel que fa a la masia original, la façana comença amb una gran portada de mig punt adovellada de grans blocs de pedra sorrenca. Al primer pis tenim dues finestres rectangular de pedra sorrenca amb motllures, ampit treballat i blocs inferiors sustentants de suport. El ràfec és fet a base de cairats i taulers de fusta i emergeix gariebé mig metre.
Destaquen, d'una de les ampliacions de l'antiga masia, uns interessants badius. Hi ha dos finestres rectangulars i dues amb arcada rebaixada.

## Història
El mas de Can Moner tenia una propietat bastant reduïda i es pot qualificar de mas modest, en comparació amb els masos de què estava envoltat, com Can Clos, Can Vinyes i Can Vinyoles d'Amunt i d'Avall, que foren els vertaders protagonistes i actius socials de la Cellera en l'època de més prosperitat, durant el segle xviii.
Un dels elements remarcables del mas és la façana, conservada en la seva forma original. La façana conserva restes de pintura, sobretot al rellotge de sol, datat de 1751. Les restes de pintura són de colors vermell i blanc i, segons una visió preliminar ajudada de l'opinió del propietari, sembla el cromatisme original.
A la dovella clau de la portada d'accés hi ha la data de 1589.
Les llindes de les finestres de la masia original estan datades de 1601 i 1587.
Segons el propietari actual, i per record familiar, durant la retirada (1939) van passar pel mas protagonistes de l'època de la Repúlbica i de la Guerra Civil com Negrín, La Pasionaria i Líster, junt a tres-cents homes que van allotjar-se uns dies aquí.